# Njavisja
Njavisja (vitryska: Нявіша) är ett vattendrag i Belarus.   Det ligger i voblasten Hrodna voblast, i den västra delen av landet, 210 km väster om huvudstaden Minsk.